# Oorlogsmonument Sneek
Het Oorlogsmonument is een algemeen monument ter herinnering aan de slachtoffers van de Tweede Wereldoorlog in de stad Sneek.

## Monument tot 1950
Het monument werd direct na de oorlog opgericht op de locatie van de toen pas afgebrande waag van Sneek. Toentertijd bestond het monument uit een vierkante zuil met golvend dak. Op de zuil stonden de namen van de in Sneek omgekomen personen. Deze lijst is echter incompleet gebleken, er stonden alleen namen op en geen data.
Op het monument stond de tekst:
It sied fan juster is de frucht van moarn— Vertaald: Het zaad van gister is de vrucht van morgen
De zuil is na de plaatsing bij de Waag later verplaatst naar het Oud Kerkhof, waar het een plaats kreeg naast de Brandweerkazerne van Sneek. Het monument werd in 1950 vervangen door het beeld van Valk.

## Monument sinds 1950

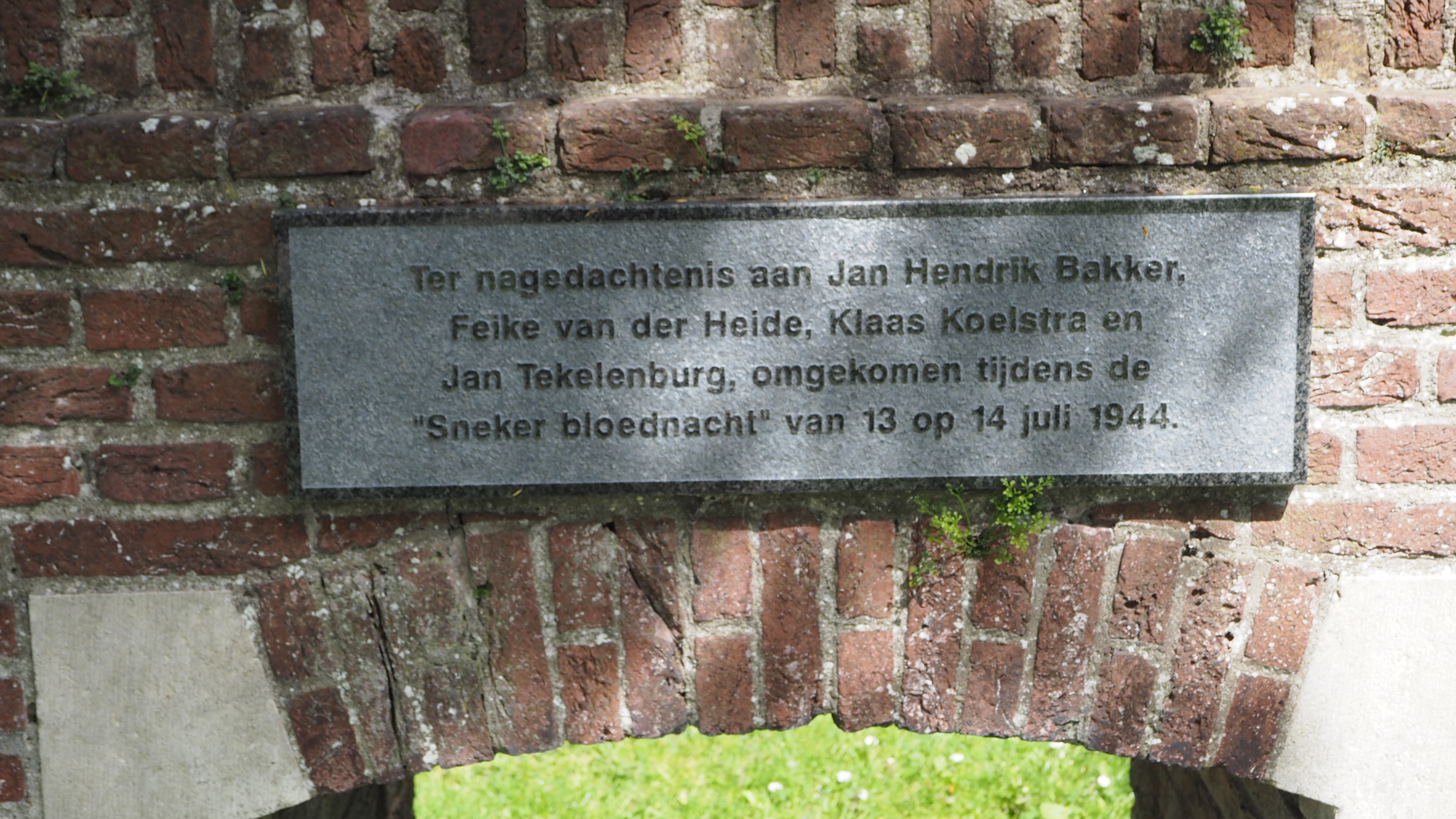

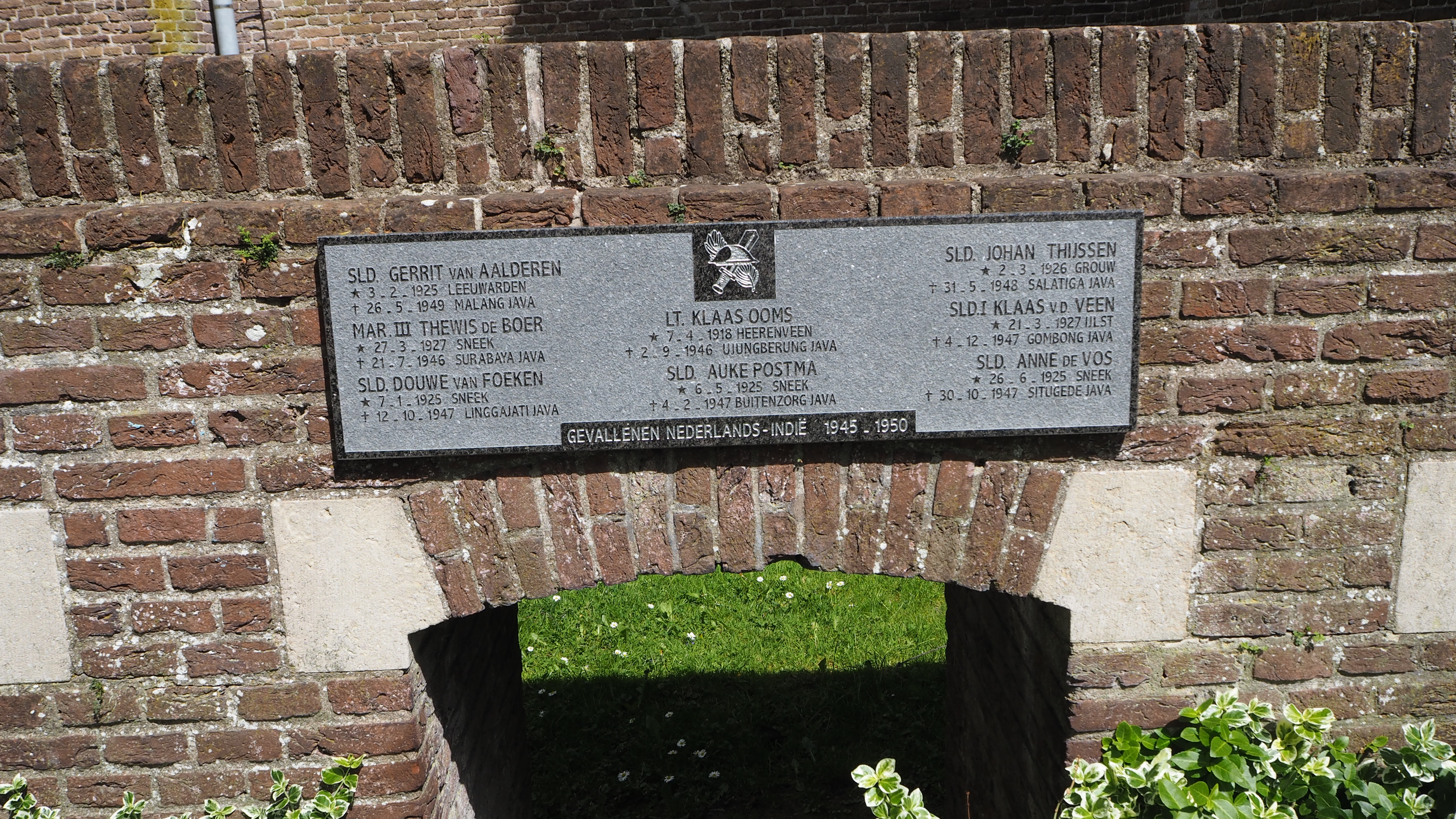

Het monument dat werd ontworpen door architect Arjen Goodijk met zijn zwager, de beeldhouwer Willem Valk, toont een staande vrouw met erelint op een arcadevormige bakstenen muur. Het beeld is geplaatst naast de Grote- of Martinikerk in Sneek en is gemaakt van Frans kalksteen (Vaurion).
Op het erelint staat de tekst:
GETROUW TOT IN DE DOOD
Daaronder op de voet van het beeld:
1940 - 1945
Onder het beeld zijn op de muur verschillende plaquettes aangebracht, waaronder een ter herinnering aan de slachtoffers van de Sneker Bloednacht. Het beeld werd op 4 mei 1950 onthuld door Meta Lever van de Groep Lever, die haar vader en twee broers verloor tijdens de Tweede Wereldoorlog.
Het zachte kalksteen raakte in de loop der jaren beschadigd. In april 2018 werd het beeld daarom vervangen door een granieten replica. Het beeld werd hierbij enigszins gemoderniseerd.

## Herdenking
Elk jaar vindt op 4 mei, tijdens de Nationale Dodenherdenking, een uitgebreide herdenkingsplechtigheid plaats aan de voet van het beeld. De herdenking wordt georganiseerd door het 4 & 5 mei-comité van Sneek. Hierop volgt een stille tocht naar de Stadhuistuin met het Joodsmonument. Deze tocht doet ook de Gedenksteen voor gesneuvelde Canadezen aan.